# Batalla de Taller

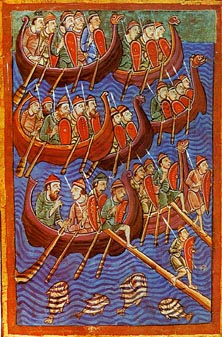
Representación de los vikingos que data del siglo o (los daneses en el momento de invadir Inglaterra. Ilustración de Alexis Master. In Abbon de Fleury, Passio Sancti Edmundi, Regis Orientalium Anglorum et Martyris).

La batalla de Taller fue un importante combate militar medieval que enfrentó alrededor de 982 o 983 en la localidad de Taller (hoy en el departamento francés de Landas) al duque Guillaume Sanche de Gascogne (925-996) contra los vikingos.

## Presentación
Durante una primera expedición, los vikingos habían remontado el río Adour y destruido todo a su paso: Bayonne, Dax, Bazas, Condom. Regresaron unos años más tarde, pero fueron rechazados y el efecto de la sorpresa ya no jugaba a su favor. Luego prepararon un nuevo ataque.
Desembarcan esta vez en Capbreton y se dirigen hacia el Chalosse, región de Gascuña. Guillaume Sanche, duque de Gascuña, partió a su encuentro con sus tropas y el enfrentamiento tuvo lugar en Taller. Según la leyenda, Saint Sever aparece durante la batalla y arenga a las tropas gasconas, llevándolos a la victoria.
Esta victoria del duque, obtenida al precio de importantes pérdidas humanas, fortaleció considerablemente su poder en Gascuña y permitió una reorganización religiosa de su ducado alrededor de la abadía de Saint-Sever.